# 111. Infanterie-Division (Deutsches Kaiserreich)
Die 111. Infanterie-Division war ein Großverband der Preußischen Armee im Ersten Weltkrieg.

## Geschichte
Die Division wurde am 20. März 1915 an der Westfront zusammengestellt und bis Kriegsende dort eingesetzt. Nach dem Waffenstillstand räumte es die besetzten Gebiete, marschierte in die Heimat, wo schließlich die Demobilisierung und Auflösung des Verbandes zum 19. Januar 1919 stattfand.

### Gefechtskalender

#### 1915
- 25. März bis 11. April – Reserve der OHL
- 12. April bis 16. Mai – Kämpfe zwischen Maas und Mosel
- 17. bis 24. Mai – Reserve der OHL
- 25. Mai bis 29. Juni – Reserve der 6. Armee
- 29. Juni bis 23. Juli – Schlacht bei La Bassée und Arras
- 24. Juli bis 24. September – Stellungskämpfe in Flandern und Artois
- 25. September bis 13. Oktober – Herbstschlacht bei La Bassée und Arras
- ab 14. Oktober – Stellungskämpfe in Flandern und Artois

#### 1916
- bis 23. Juni – Stellungskämpfe in Flandern und Artois
- 24. Juni bis 7. Juli – Erkundungs- und Demonstrationsgefechte der 6. Armee
- 07. Juli bis 24. August – Stellungskämpfe in Flandern und Artois
- 25. August bis 9. September – Schlacht an der Somme
- 10. September bis 27. Oktober – Stellungskämpfe zwischen Maas und Mosel
- 27. Oktober bis 4. November – Reserve der Heeresgruppe Kronprinz Rupprecht
- 05. bis 26. November – Schlacht an der Somme
- ab 27. November – Stellungskämpfe an der Somme

#### 1917
- bis 15. März – Stellungskämpfe an der Somme
- 16. März bis 8. April – Kämpfe vor der Siegfriedstellung
- 09. April bis 1. Mai – Frühjahrsschlacht bei Arras
- 01. Mai bis 20. Juni – Kämpfe vor der Siegfriedfront
- 21. bis 24. Juni – Kämpfe in der Siegfriedstellung
- 24. Juni bis 23. Juli – Reserve der Heeresgruppe Rupprecht
- 24. Juli bis 1. August – Schlacht in Flandern
- 04. August bis 16. Oktober – Kämpfe bei Remenauville, Regnièville und Féy en Haye
- 17. Oktober bis 6. November – Schlacht in Flandern
- ab 7. November – Kämpfe in der Siegfriedstellung

#### 1918
- bis 31. Januar – Kämpfe in der Siegfriedstellung
- 02. Februar bis 20. März – Stellungskämpfe im Artois und Aufmarsch zur Großen Schlacht in Frankreich
- 21. März bis 6. April – Große Schlacht in Frankreich
- 07. April bis 19. August – Kämpfe zwischen Arras und Albert
- 19. bis 24. August – Reserve der Heeresgruppe Rupprecht
- 26. August bis 2. September – Schlacht bei Monchy-Bapaume
- 03. bis 4. September – Kämpfe vor der Siegfriedfront
- 04. bis 7. September – Reserve der Heeresgruppe Rupprecht
- 07. September bis 11. Oktober – Kämpfe vor der Front Armentières-Lens
- 11. Oktober bis 4. November – Kämpfe vor und in der Hermannstellung
- 05. bis 11. November – Rückzugskämpfe vor der Antwerpen-Maas-Stellung
- ab 12. November – Räumung des besetzten Gebietes und Marsch in die Heimat

## Gliederung

### Kriegsgliederung vom 25. März 1915
- 221. Infanterie-Brigade
  - Füsilier-Regiment „General-Feldmarschall Prinz Albrecht von Preußen“ (Hannoversches) Nr. 73
  - Infanterie-Regiment „Hamburg“ (2. Hanseatisches) Nr. 76
  - 4. Hannoversches Infanterie-Regiment Nr. 164
  - 3. und 4. Eskadron/3. Badisches Dragoner-Regiment „Prinz Karl“ Nr. 22
  - Feldartillerie-Regiment Nr. 221
  - Pionier-Kompanie Nr. 221

### Kriegsgliederung vom 1. Mai 1918
- 221. Infanterie-Brigade
  - Füsilier-Regiment „General-Feldmarschall Prinz Albrecht von Preußen“ (Hannoversches) Nr. 73
  - Infanterie-Regiment „Hamburg“ (2. Hanseatisches) Nr. 76
  - 4. Hannoversches Infanterie-Regiment Nr. 164
  - 4. Eskadron/3. Badisches Dragoner-Regiment „Prinz Karl“ Nr. 22
- Artillerie-Kommandeur Nr. 111
  - Feldartillerie-Regiment Nr. 94
  - II. Bataillon/Fußartillerie-Regiment Nr. 25
- Pionier-Bataillon Nr. 111
- Divisions-Nachrichten-Kommandeur Nr. 111

## Kommandeure
| Dienstgrad   | Name               | Datum                              |
| ------------ | ------------------ | ---------------------------------- |
| Generalmajor | Guido Sontag       | 20. März 1915 bis 20. April 1917   |
| Generalmajor | Johannes von Busse | 21. April 1917 bis 19. Januar 1919 |